# Штафхорст
Штафхорст (нем. Staffhorst) — община в Германии, в земле Нижняя Саксония.
Входит в состав района Дипхольц. Подчиняется управлению Зиденбург. Население составляет 581 человек (на 31 декабря 2010 года). Занимает площадь 14,61 км².
Коммуна подразделяется на 2 сельских округа.
| Год  | Население |
| ---- | --------- |
| 1990 | 599       |
| 1995 | 593       |
| 2000 | 583       |
| 2005 | 594       |
| 2010 | 577       |